# The KMPlayer
Nota: Não confundir com Konqueror Media Player, reprodutor de mídia do KDE
O K-Multimedia Player é um programa reprodutor de mídia digital. O programa destaca-se por sua capacidade de reproduzir muitos formatos de mídia e ser rico em opções. O KMPlayer é um programa proprietário, é gratuito (freeware) e está disponível para Windows, IOS e Android. Ele foi traduzido por voluntários para o português e para a variante linguística brasileira.
O "K" de KMP, ou K-Multimedia Player é a inicial do desenvolvedor original do programa (Kang) [carece de fontes?]. Em março de 2008 o desenvolvimento do KMPlayer foi transferido a PandoraTV, uma companhia de streaming de vídeo coreana.

## Características
O KMPlayer suporta filtros internos e externos à aplicação num ambiente completamente controlado em relação a outros codecs e filtros de áudio/vídeo e o faz sem causar problemas no DirectShow. O programa é capaz de criar diversos efeitos de áudio e vídeo, reduzir ou amentar a velocidade, selecionar partes de um vídeo como favoritas, realizar repetição da mídia em vários padrões, suporta mapeamento das funções a teclas do teclado e muitas outras opções. O KMPlayer é compatível com skins e muitos plugins do popular Winamp.

## Formatos compatíveis
Alguns formatos inusitados suportados:
- Arquivos AVI incompletos ou danificados (partes danificadas são ignoradas);
- Arquivos de mídia travados por estarem em download ou sendo compartilhados;
- Streaming via http (ASF/OGG/MP3/AAC/MPEG PS/MPEG TS);
- Tocar em DirectShow (AVI, WMV, MKV, MOV, MP4, Ogg theora, OGM, RMVB, MPEG-1, MPEG-2, http:// etc incluindo quase todos os formatos de áudio);
  - Async File Source filter para gerenciamento de memória;
  - Suporte a álbuns de áudio comprimidos (ZIP, RAR);
  - SHOUTcast (Incluindo NSV), Icecast;
  - DTS, AC3, AAC, Ogg, Ape, MPC, FLAC, AMR, ALAC, SHN, WV, Module (MOD, S3M, MTM, UMX, XM and IT), etc;
  - Google Video (GVI), Flash Video (FLV), Nullsoft Streaming Video (NSV), 3GP, PMP, VOB;
- Real Engine + DirectShow (precisa de RealPlayer ou Real Alternative ou seus decoders);
- QuickTime Engine + DirectShow (precisa de QuickTime ou Alternativo ou seus decoders);
- MPlayer: suporte ao sistema (não incluído normalmente);
- Plugins do Winamp;
- Toca DVD, suporta ratDVD (necessita de filtros do ratDVD);
- Audio CD (2000, XP apenas);
- Arquivos VCD (BIN/ISO/IMG/NRG);
- Suporte a dispositivos WDM como TV/HDTV/Câmera/Webcam;
- Adobe Flash/FLC/FLI;
- Vários arquivos de imagens como png, gif, etc;
- Figuras: BMP, GIF, JPEG/JPG, PNG;
- Playlists: ZIP/RAR (apenas arquivos de áudio), LNK, ASX, WAX, M3U, M3U8, PLS, KPL, LNK, CUE, WVX, WMX;
- Legendas: RT, SMI, SMIL, SUB, IDX, ASS, SSA, PSB, SRT, S2K, USF, SSF, TXT, LRC.

## Codecs suportados
O KMPlayer inclui quase todos codecs de mídia essenciais. Além disso, para ir além das limitações impostas por decoders internos, os internos podem ser especificados, assim, o KMP é otimizado de acordo com as configurações próprias de cada usuário.
- Codecs de Vídeo: DivX, XviD, Theora, WMV, MPEG-1, MPEG-2, MPEG-4, VP3, VP5, VP6, H.263(+), H.264(AVC1), CYUY, ASV1/2, SVQ1/3, MSVIDC, Cinepak, MS MPEG4 V1/2/3, FFV1, VCR1, FLV1, MSRLE, QTRLE Huffyuv, Digital Video, Indeo3, MJPEG, SNOW, TSCC, Dirac, VC-1, RealVideo, etc.
- Codecs de Áudio: AC3, DTS, LPCM, MP2, MP3, Vorbis, AAC, WMA, ALAC, AMR, QDM2, FLAC, TTA, IMA ADPCM, QCELP, EVRC, RealAudio, etc.
- Codecs externos.

## Legendas
- Unicode: legendas em texto;
- SAMI (.sami,.smi): suporta quase qualquer atributo;
- SubRipText (.srt), MicroDVD (.sub), SMIL/RealText;
- SSA, ASS, USF;
- VobSub, Closed caption;
- Sasami 2K (S2k);
- Legendas incluídas em arquivos: ASF, MKV, OGM, MP4, MOV, VOB, 3GP;
- Pronúncia de legendas.

## Plugins
O KMPlayer suporta entrada, visualização (efeitos a partir de áudio) e alguns plugins em geral do Winamp 2/5. Antes de utilizar um plugin, o usuário deve especificar a lozalização de cada plugin e as configurações.
- Winamp plugins: entrada, DSP, visual, plugins (suporte àmedia library etc.);
- KMP video plugins pela SDK;
- DScaler.